# Erginus
Erginus is een geslacht van weekdieren uit de klasse van de Gastropoda (slakken).

## Soorten
- Erginus apicinus (Dall, 1879)
- Erginus galkini Chernyshev & Chernova, 2002
- Erginus moskalevi (Golikov & Kussakin, 1972)
- Erginus rubellus (O. Fabricius, 1780)
- Erginus sybariticus (Dall, 1871)